# Черносвітов Володимир Михайлович
Черносвітов Володимир Михайлович (1917—1991) — радянський російський письменник, сценарист.
Народився 27 лютого 1917 р. в Ленінграді у родині рахівника. Закінчив Київське військове училище (1939).  
Учасник Німецько-радянської війни. 
В 1952—1955 рр. навчався у Московському літературному інституті ім. М. Горького. Працював у пресі. Друкувався з 1952 р. 
Автор сценаріїв українських кінокартин «Голуба стріла» (1958, за участю  В. Алексєєва) та «Капітани блакитної лагуни» (1962, за участю А. Толбузіна). 
Нагороджений двома орденами Бойового Червоного Прапора, орденами Вітчизняної війни І і II ст., медалями.
Член Спілок письменників, журналістів і кінематографістів Росії.